# Cyperus retroflexus
Cyperus retroflexus är en halvgräsart som beskrevs av Samuel Botsford Buckley. Cyperus retroflexus ingår i släktet papyrusar, och familjen halvgräs.

## Underarter
Arten delas in i följande underarter:
- C. r. pumilus
- C. r. retroflexus